# Thedel von Kielmansegg
Thedel Detlev Friedrich Graf von Kielmansegg, auch Kielmansegge (* 22. Dezember 1836 in Hannover; † 30. Mai 1867 in Bad Ems) stand als Kammerherr in Diensten des Königs von Hannover und hatte ein Mandat für die Erste Kammer der Landstände des Herzogtums Nassau.

## Leben
Thedel von Kielmansegg wurde als Sohn des hannoverschen Ministerpräsidenten Eduard von Kielmansegg (1804–1879) und dessen Ehefrau Juliane Sophie Wilhelmine Friederike von Zesterfleth aus dem Hause Wiegersen (1808–1888) geboren und wuchs mit seinen Geschwistern Alexander (1833–1914), Oswald (1838–1896) und Erich (1847–1923) auf.
Er übernahm von seinem Vater das Rittergut Wiegersen mit der zugehörigen Ortschaft Borrel, welches dieser 1836 von seinem Schwiegervater erworben hatte.
Als  Kammerherr – heute Privatsekretär genannt – der Könige Ernst August I. bzw. Georg V.  war er für persönliche und zeremonielle Angelegenheiten zuständig, so auch für diplomatische Missionen.
1865 war  er für seine Ehefrau, die geborenes Mitglied der Ersten Kammer der Landstände des Herzogtums Nassau war,  in dem Parlament.

### Auszeichnungen
- Ehrenritter des Königlich Preußischen St. Johanniter-Ordens

### Familie
Am 18. Oktober 1863 heiratete er seine Cousine Louise von Kielmansegg (1833–1901), Tochter des Ludwig von Kielmansegg und dessen Ehefrau Therese Freiin vom und zum Stein (1803–1863).